# 사사키 무츠미 (성우)
사사키 무츠미(일본어: 佐々木睦, 1961년 7월 20일~)은 일본의 배우이며, 남성 성우이다. 연극 집단 엔 소속이다.

## 출연 작품

### TV 드라마
- 아이보우
- 대하드라마 (NHK)
  - 2002년 토시이에와 마츠~카가 백만석 이야기~ - 이마가와 요시모토 역
  - 2004년 신센구미! - 히시야 상권의 실세 역
  - 2012년 타이라노 키요모리 - 죠묘(화가) 역
- 사슴 남자
- 츄라상
- 이십육일 밤의 참배
- 법률사무소

### 영화
- 련여상인

### TV 애니메이션
- CLUSTER EDGE
- TALES OF THE ABYSS
- 틴 타이탄
- 인간교차점
- 벤 10

### 극장판 애니메이션
- 벼랑 위의 포뇨
- 썸머 워즈
- 니모를 찾아서

### 라디오 드라마
- 타임 시리프